# The Alley of Golden Hearts
The Alley of Golden Hearts er en britisk stumfilm fra 1924 af Bertram Phillips.

## Medvirkende
- Queenie Thomas som Charity
- John Stuart som Jack
- Frank Stanmore som Grocer
- Mary Brough
- Bernard Vaughan
- Adeline Hayden Coffin
- Judd Green
- Polly Emery
- Cecil Morton York som Sir James / Paul